# Hydropsyche nitida
Hydropsyche nitida is een fossiele soort schietmot uit de familie Hydropsychidae.